# Naja Lyberth
Naja Lyberth   (Maniitsoq, 23 de febrer de 1962) és una psicòloga grenlandesa activista contra les polítiques de control de la natalitat a través de la col·locació de dispositius intrauterins a les dones inuit.
El 1976, amb 13 anys, després d'un examen mèdic rutinari a l'escola, un metge li va demanar que anés a un hospital perquè calia que li implantessin una espiral. Aquesta va ser una pràctica de control de la natalitat inuit que va afectar unes 4.500 dones i nenes les dècades del 1960 i 1970. Naja Lyberth va ser la primera a parlar-ne obertament, iniciant una campanya perquè sortissin a la llum més casos com el seu d'implantació del dispositiu intrauterí anticonceptiu obligatori, per compartir experiències i donar-se suport mutu. Més de 70 dones s'hi van unir de seguida i algunes van compartir que havien tingut problemes per quedar embarassades, dolors i complicacions. Gràcies a denúncies com la seva es va iniciar una investigació sobre aquestes pràctiques a Groenlàndia i Dinamarca. El 2022 va ser inclosa en la llista de les 100 dones més inspiradores per la BBC.